# 張席提
張席提（1898年—1966年）
教授，直隸（今河北）定州人。 1923年畢業於北京大學地質系。1928年獲奧地利維也納大學地質系博士學位。曾任中山大學教授，地質系主任，兩廣地質調查所代所長，清華大學教授。中華人民共和國建國後，歷任清華大學教授、地質系主任，北京地質學院教授、教務長，副院長，中國科學院古脊椎動物學及古生物研究所副所長，九三學社中央委員。專於古脊椎動物學及古生物地層學，是中國早期的古脊椎動物學家。著有《雲南三疊紀地形及地層概要》，撰有《山西東南部榆社盆地乳齒像類化石的新材料》等論文。